# Kanton Lormont
Kanton Lormont (fr. Canton de Lormont) je francouzský kanton v departementu Gironde v regionu Akvitánie. Tvoří ho čtyři obce.

## Obce kantonu
- Ambès
- Bassens
- Lormont
- Saint-Louis-de-Montferrand